# Прапретно при Храстнику (Трбовље)
Прапретно при Храстнику (словен. Prapretno pri Hrastniku) је некадашње насеље у општини Трбовље, Засавска регија, Словенија. Део је насеља Прапретно при Храстнику, које је административним границама подељено на два насеља: Прапретно при Храстнику (Храстник) и Прапретно при Храстник (Трбовље).

## Историја
До територијалне реорганизације у Словенији било је у саставу старе општине Трбовље. 2013. године насеље је укинуто и са издвојеним делом од насеља Трбовље припојено у ново самостално насеље Ретје над Трбовљами.

## Становништво
| Број становника према пописима | Број становника према пописима | Број становника према пописима |
| ------------------------------ | ------------------------------ | ------------------------------ |
| 1991                           | 2002                           | 2011                           |
| 0                              | 0                              | 0                              |

Напомена: Године 2013. укинут и са делом издвојеним из насеља Трбовље припојен у ново самостално насеље Ретје над Трбовљами.